# Mereni (Teleorman)
Pour les articles homonymes, voir Mereni.
Mereni est une commune du județ de Teleorman en Roumanie.